# CERN openlab
CERN openlab est une plateforme de collaboration, crée en 2001, entre l'Organisation européenne pour la recherche nucléaire (CERN), des partenaires industriels dans le domaine des technologies et des organisations de recherche. Son but est d'accélérer le développement des technologies informatique de pointe, pour la communauté de la recherche. Il fait partie du projet OpenCern.
Ce service est notamment chargé du stockage des données liées au Grand collisionneur de hadrons (LHC). Ce stockage est appelé « CASTOR » (pour anglais : CERN Advanced STORage Manager), il est basé sur un cluster Oracle RAC.